# Наводнения в Африке (2023)
С 5 февраля 2023 года наводнения унесли жизни 2156 человек в 14 странах Африки.

## История
Частые проливные дожди, вызывающие ущерб и жертвы в период с марта по май, обычны для Восточной Африки: в мае 2020 года около 80 человек погибли в результате наводнения в Руанде. Наводнения и засухи в Руанде участились за 30-летний период. Управление погоды Руанды связывает необычный характер осадков с изменением климата.
В 2023 году несколько раундов проливных дождей залили землю, что увеличило вероятность наводнения. В период с января по апрель 2023 года Министерство по чрезвычайным ситуациям Китая сообщило, что стихийные бедствия, связанные с погодой, привели к гибели 60 человек, разрушению более 1205 домов и повреждению 5000 акров земли по всей Руанде. 2 мая Метеорологическое агентство Руанды предсказало прогнозируемое количество осадков выше среднего на следующие 10 дней. Ранее правительство Руанды попросили жителей, проживающих на заболоченных территориях и в других опасных районах, переселиться.
С марта в Уганде также прошли проливные дожди, вызвавшие оползни, которые разрушили дома и заставили сотни людей покинуть свои дома.

## Влияние
Наводнения, образовавшиеся по разным причинам, унесли жизни 1216 человек в Малави, 447 в Демократической Республике Конго, 198 в Мозамбике, 129 в Руанде, 40 на Мадагаскаре, 29 в Эфиопии, 20 в Сомали, 16 в Кении, 15 на Юге Африки, шестерых в Уганде и ещё одного в Камеруне.

### Ангола

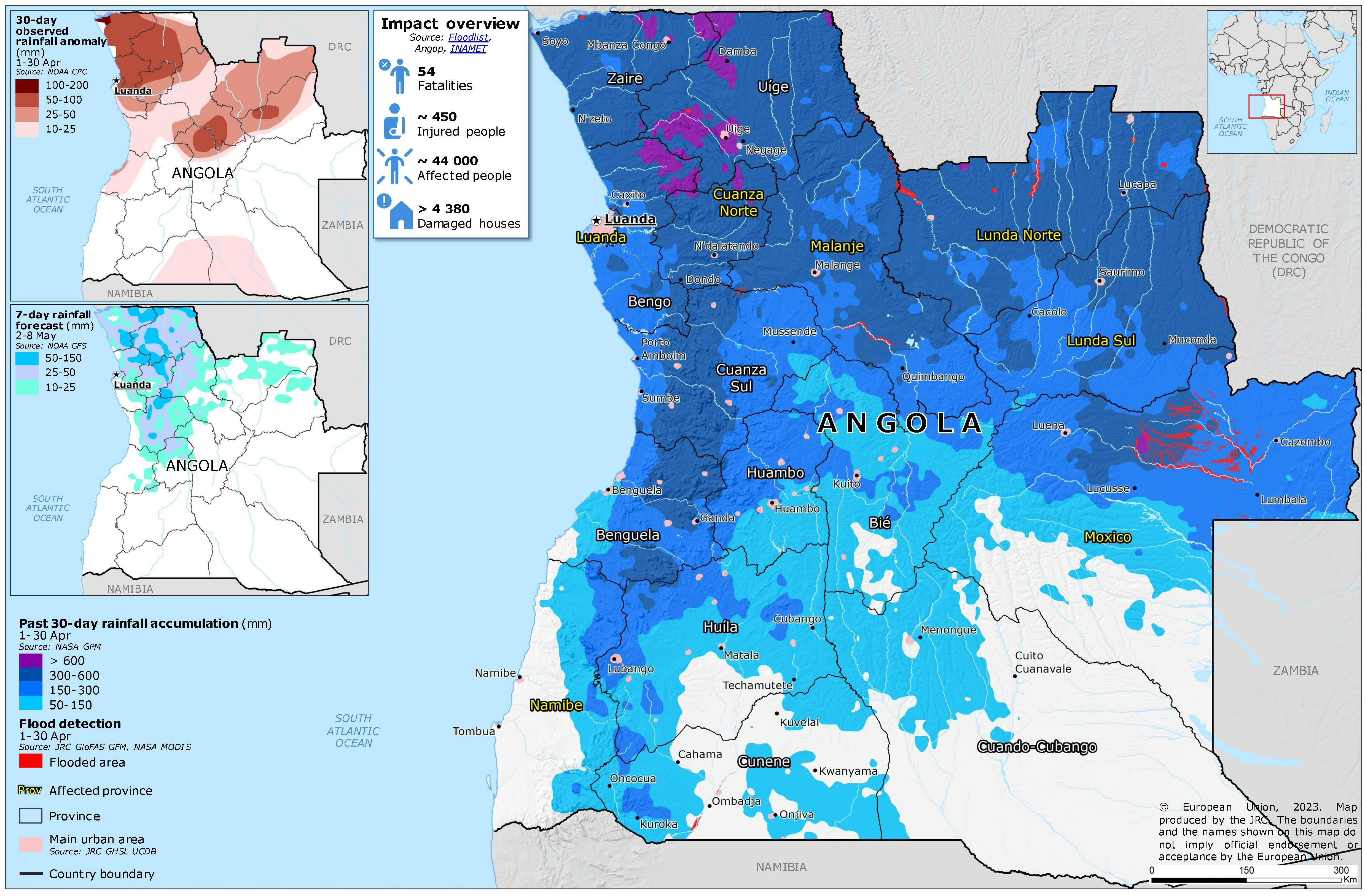
Осадки и наводнения в Анголе

В Анголе в результате наводнения в апреле погибло по меньшей мере 20 человек и было разрушено 2900 домов.

### Камерун
Один человек погиб, пятеро получили ранения и шестеро пропали без вести в результате наводнения, обрушившегося на Буэа, Камерун, в марте.

### Демократическая Республика Конго
3 апреля в провинции Северное Киву в результате оползня погибли 30 человек, несколько человек пропали без вести. Ещё один оползень обрушился на провинцию Северное Киву 8 мая, в результате чего шесть человек погибли, а десятки горняков пропали без вести.
По меньшей мере 411 человек погибли и 5525 пропали без вести в результате наводнения в деревнях Бушушу и Ньямукуби в Южном Киву, Демократическая Республика Конго, начавшегося 5 мая. В связи с наводнением президент Демократической Республики Конго Феликс Чисекеди объявил национальный день траура 8 мая.

### Эфиопия
В марте наводнения затронули часть Эфиопии, в результате чего погибли 29 человек и пострадали 240 000 человек.

### Кения
В конце марта наводнения затронули несколько регионов Кении, в результате чего погибли 12 человек, пятеро получили ранения и 812 семей были вынуждены покинуть свои дома.
В апреле четыре человека погибли и около 36 400 человек пострадали от наводнения на западе и северо-востоке Кении.

### Мадагаскар
Циклон Ченесо унес жизни 33 человек и оставил 20 пропавших без вести на Мадагаскаре, пострадало много домов.
По меньшей мере 17 человек погибли и трое пропали без вести из-за наводнения, вызванного циклоном Фредди. Всего циклоном было разрушено 6706 домов.

### Малави

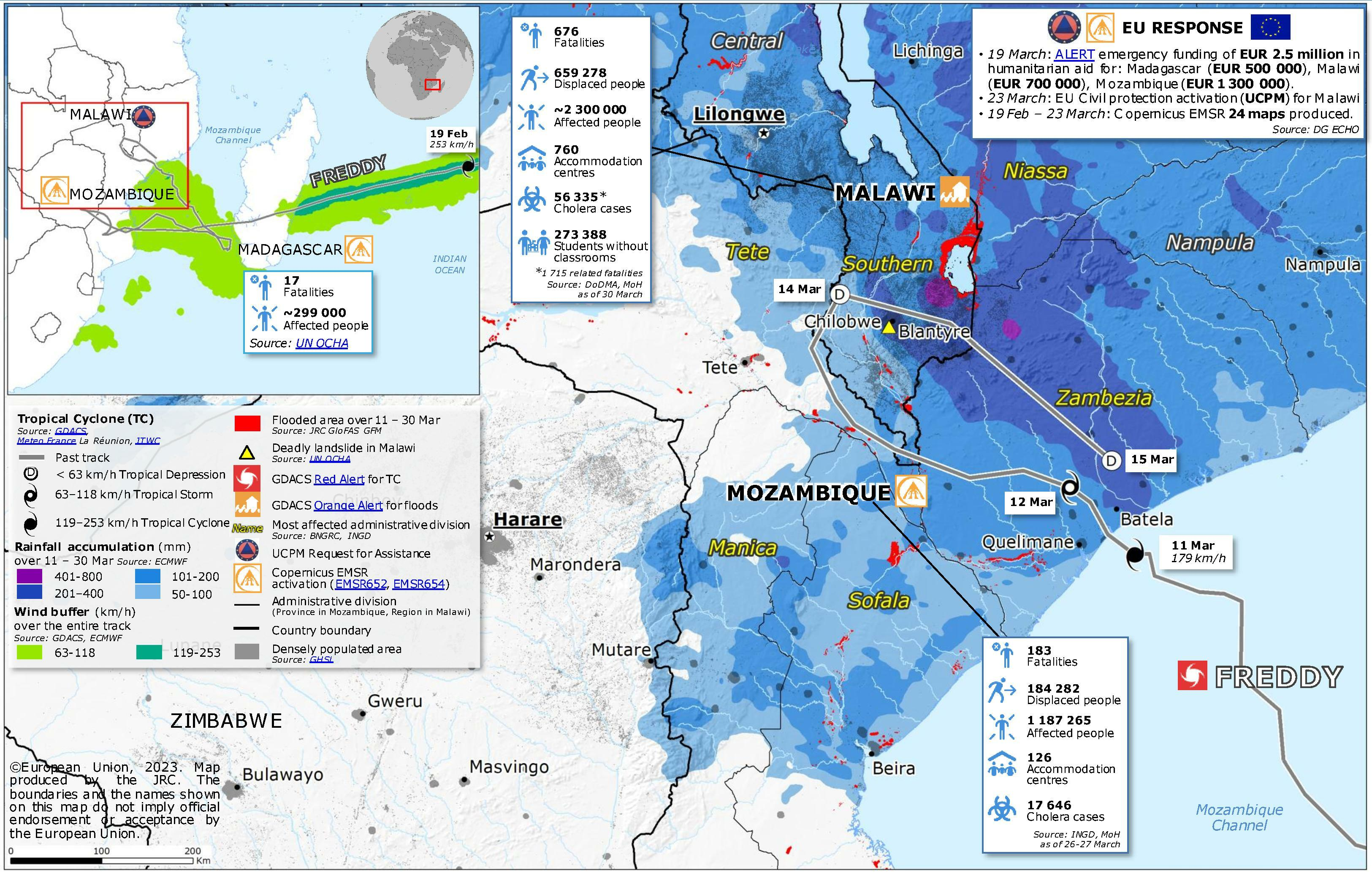

В марте долгоживущий циклон Фредди обрушился на Малави, вызвав наводнение, в результате которого погибло 1216 человек, в том числе 537 пропавших без вести и предположительно погибших, были ранены 1724 человека и пострадало более 500 000 жителей страны.

### Мозамбик
Из-за циклона Фредди в результате наводнения в Мозамбике погибло не менее 198 человек и 201 пострадал. В стране разрушено не менее 131 300 домов.

### Руанда
Сильный дождь начался около 16:00 UTC (18:00 по местному времени) 2 мая 2023 года и продолжался всю ночь. Река Себея вышла из берегов. Наиболее пострадавшими районами в Руанде стали Рутсиро, Ньябиху, Рубаву и Нгорореро. В оставшуюся часть месяца ожидается больше осадков. По словам Франсуа Хабитегеко, губернатора западной провинции Руанды, люди были раздавлены обрушением нескольких домов, а оползни сделали непроходимыми основные дороги в этом районе, а также затопили поля. Также стихией было уничтожено 4100 голов скота. Оползни и наводнения разрушили 26 мостов и 17 дорог, 5 здравпунктов, 2 медпункта и больницу. Было разрушено 5100 домов и повреждено ещё 2500. Общественная телерадиовещательная компания Руанды RBA заявила, что число жертв может увеличиться, поскольку паводковые воды продолжают расти.

### Сомали
В Сомали сотни домов были повреждены и 20 человек погибли (в том числе мать и двое её детей), два человека получили ранения и 8000 человек пострадали в результате наводнения в районе Бардере 24 марта.

### Южная Африка
15 человек погибли и четверо пропали без вести в восточной части Южной Африки из-за наводнений, продолжавшихся с февраля по март.

### Танзания
Семь человек погибли, шесть пропали без вести, 1400 человек были эвакуированы и 60 домов были разрушены в результате наводнения в Рукве, Танзания.

### Уганда
По меньшей мере шесть человек погибли, в том числе пятеро в результате оползня, трое получили ранения и трое пропали без вести в результате наводнения в Уганде. Многие дома были повреждены или разрушены в стране.

### Зимбабве
Два человека погибли в Зимбабве после обрушения на страну циклона «Фредди».

## Последствия

### Руанда
Мари-Соланж Кайисир, министр по чрезвычайным ситуациям, заявила, что спасательные работы начались немедленно. Однако продолжающиеся сбои из-за проливных дождей препятствовали усилиям по оказанию помощи в похоронах жертв наводнения и снабжению пострадавших, чьи дома были затоплены. Метеорологическое агентство Руанды предупредило, что вероятны дополнительные осадки. По словам Франсуа Хабитегеко, некоторые люди были спасены и доставлены в больницы. Красный Крест оказал помощь пострадавшим. Мари-Соланж Кайисир, министр, отвечающий за управление по чрезвычайным ситуациям, призвала местных жителей и правоохранительные органы усилить патрулирование.